# Gymel
Gymel (Aussprache [ˈdʒɪməl], engl., von lat.: gemellus = doppelt im Sinn von „zwillingshaft“), auch Gymell, Gimel, Gimell, Gemel, Gemell, Gemmel oder Gemmell, ist ein im 15. und 16. Jahrhundert dokumentierter Ausdruck, der entweder im mehrstimmigen Satz die zeitweilige Spaltung einer in zwei offenbar lagengleiche Stimmen oder einen musikalischen Satztypus bezeichnet, der vorwiegend aus parallelgeführten Terzen besteht.
In der (modernen) Forschungsliteratur wird Gymel zumeist in einem weit umfassenderen Sinn als eine, seit dem 13. Jahrhundert charakteristische Tendenz in der Satztechnik englischer Mehrstimmigkeit behandelt.